# Peter von Kant
Peter von Kant es una película de drama francesa de 2022 escrita y dirigida por François Ozon. Es una adaptación libre de la obra de Rainer Werner Fassbinder, Die bitteren Tränen der Petra von Kant, que adaptó a una película estrenada en 1972, con el género del protagonista cambiado. Es la segunda adaptación de Ozon de una obra de Fassbinder después de Gouttes d'eau sur pierres brûlantes (2000).
La película se estrenó en competición en el Festival Internacional de Cine de Berlín como película inaugural el 10 de febrero de 2022.

## Sinopsis
Peter von Kant es un director de cine de éxito. Vive con su asistente Karl, a quien le gusta maltratar y humillar. Sidonie es la gran actriz que fue su musa durante muchos años. Ella es quien le presenta a Amir, un apuesto joven de escasos recursos. Peter se enamora de Amir al instante y le ofrece alojamiento en su apartamento y ayudarle a entrar en la industria del cine. El plan funciona, pero en cuanto adquiere fama, Amir rompe con Peter, dejándole solo para enfrentarse a sus demonios. 

## Reparto
- Denis Ménochet como Peter von Kant
- Isabelle Adjani como Sidonie
- Khalil Gharbia como Amir
- Hanna Schygulla como Rosemarie
- Stefan Crepon como Karl
- Aminthe Audiard como Gabrielle

## Producción
La fotografía principal comenzó en marzo de 2021.

## Estreno
En marzo de 2022, Strand Releasing adquirió los derechos de distribución de la película para los Estados Unidos.

## Recepción
En el sitio web de revisión y reseñas Rotten Tomatoes, la película obtuvo un índice de aprobación del 89% sobre la base de 9 reseñas, con una calificación promedio de 6.9/10. En Metacritic, la película obtuvo un puntaje promedio de 64 sobre 100, basado en 7 críticas, lo cual indica «reseñas generalmente positivas».